# Great Offices of State
Die Great Offices of State des Vereinigten Königreichs sind die vier höchsten und angesehensten Ämter der britischen Regierung. Es sind die Ämter des Premierministers, des Schatzkanzlers, des Außenministers und des Innenministers. Es ist auch üblich, dass der Premierminister bei der Bekanntgabe der Minister, nach Wahl oder einer größeren Kabinettsumbildung, zuerst den Schatzkanzler, den Außenminister und den Innenminister bekannt gibt.

## Aktuelle Amtsinhaber
| Great Offices of State der Regierung Ihrer Majestät | Great Offices of State der Regierung Ihrer Majestät | Great Offices of State der Regierung Ihrer Majestät | Great Offices of State der Regierung Ihrer Majestät | Great Offices of State der Regierung Ihrer Majestät         |
| --------------------------------------------------- | --------------------------------------------------- | --------------------------------------------------- | --------------------------------------------------- | ----------------------------------------------------------- |
| Kabinett Starmer                                    |                                                     |                                                     |                                                     |                                                             |
| Amt                                                 | Amtsinhaber                                         | Amtsinhaber                                         | Amtsantritt                                         | Vorgängeramt                                                |
| Premierminister                                     |                                                     | Keir Starmer                                        | 05. Juli 2024 (seit 249 Tagen)                      | Oppositionsführer (4. April 2020 – 05. Jul 2024)            |
| Schatzkanzlerin                                     |                                                     | Rachel Reeves                                       | 05. Juli 2024 (seit 249 Tagen)                      | Schattenschatzkanzlerin (9. Mai 2021 – 05. Juli 2024)       |
| Außenminister                                       |                                                     | David Lammy                                         | 05. Juli 2024 (seit 249 Tagen)                      | Schattenaußenminister (29. November 2021 – 05. Juli 2024)   |
| Innenministerin                                     |                                                     | Yvette Cooper                                       | 05. Juli 2024 (seit 249 Tagen)                      | Schatteninnenministerin (29. November 2021 – 05. Juli 2024) |

## Geschichte
Im Mittelalter nahmen die Great Officers of State die höchsten Positionen im Staat nach der Krone ein. Im Laufe der Zeit wurde diese zu Ehrentiteln oder wurden in bestimmten Familien erbbar. Die materiellen Pflichten wurden auf andere Personen übertragen, welche die Krone frei ernannte. Mit seinem mittelalterlichen Ursprung ist das Schatzkanzleramt das älteste der vier Ämter. Der Außenminister wird seit dem 16. Jahrhundert ernannt. Das Amt des Premierministers entstand im Laufe des 18. und 19. Jahrhunderts.
James Callaghan ist die einzige Person, die alle vier Ämter innehatte. Im letzten Jahrhundert waren Herbert Henry Asquith und Winston Churchill Schatzkanzler, Premierminister und Innenminister, während Harold Macmillan und John Major Premierminister, Schatzkanzler und Außenminister war. Rab Butler und John Simon waren Schatzkanzler Außenminister und Innenminister. Zwei Ämter wurden häufiger gemeinsam gehalten. Zuletzt war von Ramsay MacDonald 1924 Premierminister und Außenminister. Arthur Wellesley, Duke of Wellington, war die einzige Person, die drei Ämter (Premierminister, Innenminister und Außenminister) gleichzeitig während einer Übergangsregierung (17. November 1834 bis 9. Dezember 1834) innehatte.

## Entwicklung in neuer Zeit
Da mittlerweile ein Großteil der politischen Macht im House of Commons angesiedelt ist, wird es als nicht mehr praktikabel angesehen, dass ein Mitglied des House of Lords noch einen so bedeutenden Posten einnimmt. Da sich das House of Lords traditionell in der Verabschiedung des Haushaltes zurückhält, ist der Schatzkanzler schon lange Zeit nicht mehr Mitglied des House of Lords. Die letzten Peers, die eines der Ämter innehatten, waren:
- Premierminister: Conservativen Alec Douglas-Home (20.–23. Oktober 1963): Nach seiner Ernennung zum Premierminister verzichtete er auf seinen Titel als Earl und bewarb sich um einen Platz im Unterhaus. Der letzte Premier, der Peer blieb, war der Conservative Robert Gascoyne-Cecil, 3. Marquess of Salisbury (25. Juni 1895–11. Juli 1902).
- Schatzkanzler: Der Whig Thomas Denman, 1. Baron Denman (14. November – 15. Dezember 1834) hatte das Amt geschäftsführend inne, da er Lord Chief Justice of England and Wales war, eben so sein Vorgänger Tory Charles Abbott, 1. Baron Tenterden (8. August–3. September 1827). Der letzte reguläre Amtsinhaber war Whig James Stanhope, 1. Earl Stanhope (15. April 1717–20. März 1718).
- Außenminister: Conservativen Peter Carington, 6. Baron Carrington (5. Mai 1979–5. April 1982): Carrington war der letzte Peer, der eines der Great Offices of State innehatte.
- Innenminister: Conservativen George Cave, 1. Viscount Cave (14. November 1918–14. Januar 1919): Sir George Cave wurde während seiner Amtszeit als Innenminister zum Peer ernannt. Der letzte Peer, der das Amt als solcher übernahm, war Whig Henry Temple, 3. Viscount Palmerston (28. Dezember 1852–6. Februar 1855). Er war aber ein Peer aus der Peerage of Ireland und hatte somit keinen Sitz im House of Lords inne. Der letzte Peer, der als Mitglied des House of Lords Innenminister wurde, war der Whig Constantine Phipps, 1. Marquess of Normanby (30. August 1839–30. August 1841).

Es ist äußerst außergewöhnlich, dass ein Inhaber eines Great Offices of State weder Mitglied des House of Commons noch des House of Lords war. Zuletzt war das 1963 Alec Douglas-Home zwischen der Aufgabe seines Peertitels und seiner Wahl zum Abgeordneten. Patrick Gordon Walker wurde 1964 Außenminister, nachdem er im gleichen Jahr die Wahl in seinem Wahlkreis Smethwick verloren hatte. Er hatte das Amt nur drei Monate inne.

## Frauen
Zehn Frauen hatten bisher mindestens eines der vier Ämter inne. Nachdem Theresa May Amber Rudd zur Innenministerin ernennen ließ, waren zwei der Ämter mit Frauen besetzt.
Premierminister:
- Margaret Thatcher (1979–1990) (Conservative)
- Theresa May (2016–2019) (Conservative)
- Elizabeth Truss (6. September 2022 – 24. Oktober 2022) (Conservative)

Schatzkanzler:
- Rachel Reeves (seit 5. Juli 2024) (Labour)

Außenminister:
- Margaret Beckett (2006–2007) (Labour)
- Elizabeth Truss (15. September 2021 – 6. September 2022) (Conservative)

Innenminister:
- Jacqui Smith (2007–2009) (Labour)
- Theresa May (2010–2016) (Conservative)
- Amber Rudd (2016–2018) (Conservative)
- Priti Patel (2019–2022) (Conservative)
- Suella Braverman (6. September 2022 – 19. Oktober 2022 (Rücktritt), 25. Oktober 2022 – 13. November 2023 (Entlassung)) (Conservative)
- Yvette Cooper (seit 5. Juli 2024) (Labour)

## Ethnische Minderheiten
Benjamin Disraeli war 1852 das erste Mitglied einer ethnischen Minderheit, der als Schatzkanzler eines der Great Offices of State innehatte. Nach dem Rücktritt von Edward Smith-Stanley, 14. Earl of Derby 1868, wurde er als erstes und bisher einziges Mitglied der jüdischen Minderheit Premierminister des Vereinigten Königreiches. Malcolm Rifkind und David Miliband waren Außenminister, Michael Howard und Leon Brittan Innenminister und Nigel Lawson Schatzkanzler.
Nach dem Rücktritt von Amber Rudd im Rahmen des Windrush-Skandal wurde Sajid Javid Innenminister und später Schatzkanzler. Priti Patel wurde Innenministerin unter Boris Johnson und war damit die erste Frau einer Minderheit, die eines der Ämter innehatte. Mit Priti Patel und Rishi Sunak sind erstmals zwei Minister einer Minderheit im Amt.
Premierminister:
- Benjamin Disraeli (1868, 1874–1880, jüdische Minderheit) (Conservative)
- Rishi Sunak (25. Oktober 2022 – 5. Juli 2024, indische Minderheit) (Conservative)

Schatzkanzler:
- Benjamin Disraeli (1852, 1858–1859, 1866–1868, jüdische Minderheit) (Conservative)
- Nigel Lawson (1983–1989, jüdische Minderheit) (Conservative)
- George Osborne (2010–2016, jüdische Minderheit) (Conservative)
- Sajid Javid (2019–2020, pakistanische Minderheit) (Conservative)
- Rishi Sunak (Februar 2020 – Juli 2022, indische Minderheit) (Conservative)

Außenminister:
- Malcolm Rifkind (1995–1997, jüdische Minderheit) (Conservative)
- David Miliband (2007–2010, jüdische Minderheit) (Labour)

Innenminister:
- Leon Brittan (1983–1985, jüdische Minderheit) (Conservative)
- Michael Howard (1993–1997, jüdische Minderheit) (Conservative)
- Sajid Javid (2018–2019, pakistanische Minderheit) (Conservative)
- Priti Patel (2019–2022, indische Minderheit) (Conservative)
- Suella Braverman (6. September 2022 – 19. Oktober 2022 (Rücktritt), 25. Oktober 2022 – 13. November 2023 (Entlassung), indische Minderheit) (Conservative)
- Grant Shapps (19. Oktober 2022 – 25. Oktober 2022, jüdische Minderheit) (Conservative)
- James Cleverly (13. November 2023 – 5. Juli 2024, sierra-leonische Minderheit) (Conservative)

## Trivia
Von den Great Offices of State sind die Great Officers of State zu unterscheiden, die die neun höchsten (Ehren-)Ämter im Vereinigten Königreich darstellen, zu denen u. a. der Premierminister und der Finanzminister gehören, nicht aber der Außen- oder Innenminister.